# Gymnosteris parvula
Gymnosteris parvula är en blågullsväxtart som först beskrevs av Per Axel Rydberg, och fick sitt nu gällande namn av Heller. Gymnosteris parvula ingår i släktet Gymnosteris och familjen blågullsväxter. Inga underarter finns listade i Catalogue of Life.